# ایلند، یورکشر غربی
latitudeایلند، یورکشر غربیlongitudeایلند، یورکشر غربی
ایلند (به انگلیسی: Elland) یک شهرک در بریتانیا است که در انگلستان واقع شده‌است.

## خصوصیات
ایلند ۱۴٬۵۵۴ نفر جمعیت دارد.